# Skrinda

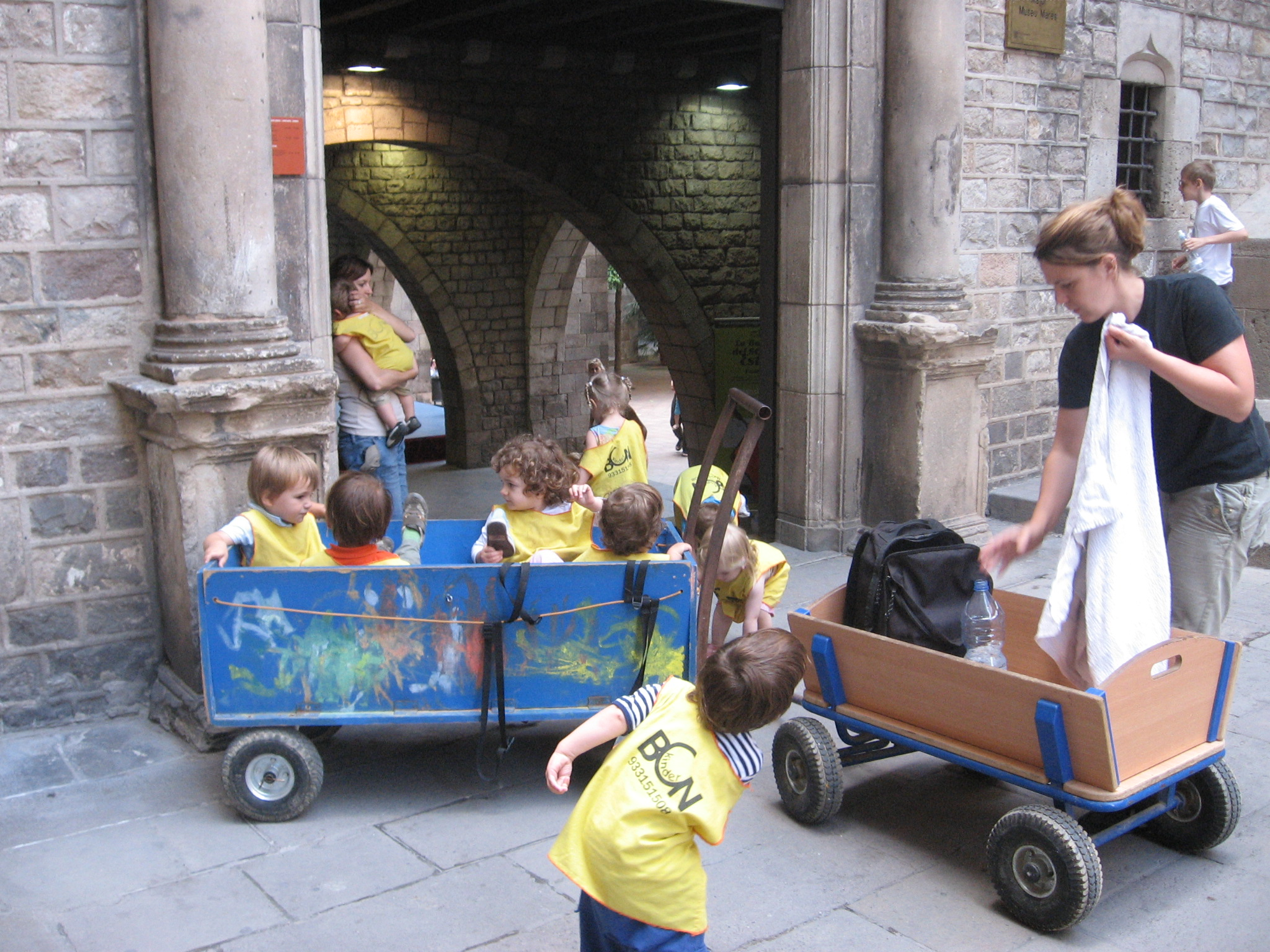
Barnskrindor i Barcelona.

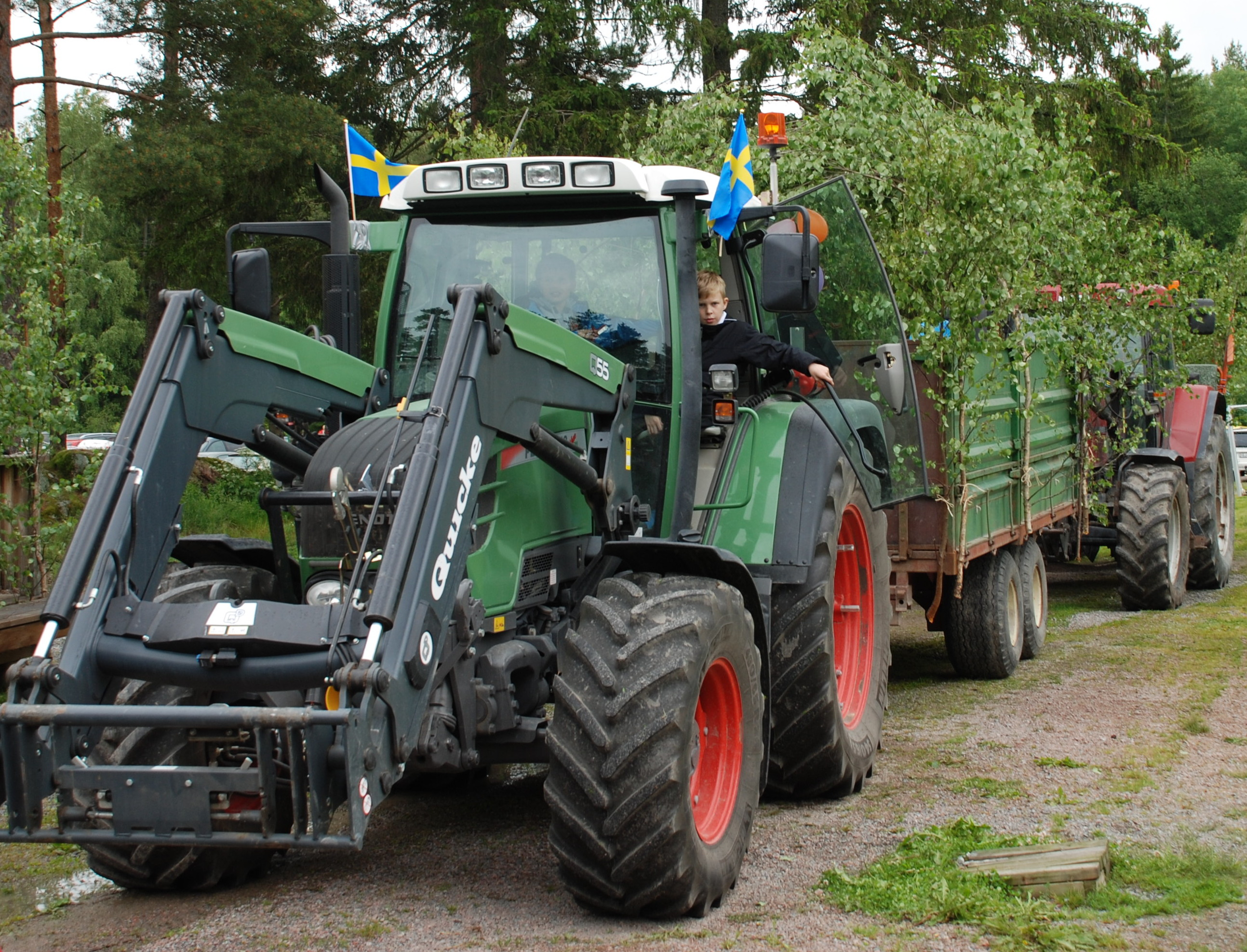
En traktor drar en skrinda.

En skrinda är en vagn med två hjulaxlar. Barnskrindor är vanligast. De är anpassade för att en vuxen ska kunna dra ett barn i dem. Höskrinda är en synonym till hövagn, och kan också vara stora, för att frakta hö.